# رزمارینیک اسید
رزمارینیک اسید (به انگلیسی: Rosmarinic acid) با فرمول شیمیایی C۱۸H۱۶O۸ یک ترکیب شیمیایی با شناسه پاب‌کم ۵۳۱۵۶۱۵ است. که جرم مولی آن ۳۶۰٫۳۱ g/mol می‌باشد. 